# The Secret of the Chateau
Pour plus de détails, voir Fiche technique et Distribution.
The Secret of the Chateau est un film américain réalisé par Richard Thorpe, sorti en 1934.

## Synopsis
Marotte, un inspecteur de la Sûreté, enquête sur des meurtres commis en lien avec le vol d'un exemplaire de la Bible de Gutenberg.

## Fiche technique
- Titre original : The Secret of the Chateau
- Réalisation : Richard Thorpe
- Scénario : Albert DeMond, Harry Behn
- Direction artistique : Ralph Berger
- Photographie : Robert Planck
- Son : John Stransky Jr.
- Montage : Harry Marker
- Production : Carl Laemmle
- Production exécutive : Carl Laemmle Jr.
- Société de production : Universal Pictures
- Société de distribution : Universal Pictures
- Pays de production :  États-Unis
- Langue originale : anglais
- Format : noir et blanc — 35 mm — 1,37:1 — son Mono (Western Electric Noiseless Recording)
- Genre : Film policier
- Durée : 66 minutes
- Date de sortie :
  - États-Unis : 3 décembre 1934

## Distribution
- Claire Dodd : Julie Verlaine
- Alice White : Didi Bonfee
- Osgood Perkins : Martin
- Jack La Rue : Lucien Vonaire
- George E. Stone : Armand
- Clark Williams : Paul de Brunay
- William Faversham : M. Fos / Professeur Racque
- Ferdinand Gottschalk : l'inspecteur principal Marotte
- DeWitt Jennings : Louis Bardou
- Helen Ware : Mme Rombière
- Alphonse Ethier : le commissaire